# Copa União
Copa União foi originalmente o nome da competição idealizada pelo Clube dos 13 para ser o Campeonato Brasileiro de 1987, competição esta, que, de acordo com os regulamentos da Confederação Brasileira de Futebol (CBF) tratou-se apenas do Módulo Verde do Campeonato Brasileiro daquele ano, que foi chamado oficialmente de Copa Brasil pela entidade máxima do futebol brasileiro. No entanto, a nomenclatura criada pelo Clube dos 13 acabou por se tornar o nome fantasia do Campeonato Brasileiro de 1987 e, posteriormente, também foi utilizado como nome fantasia pela grande mídia para designar em sua época de disputa, o Campeonato Brasileiro de 1988. A partir da edição de 1989 o certame passou a ser denominado oficialmente de Campeonato Brasileiro de Futebol, nomenclatura esta que é utilizada desde então, exceto no ano de 2000.

## História

### Antecedentes
O principal certame nacional de futebol do Brasil já era disputado anualmente desde 1959 e, já havia sido designado oficialmente de Taça Brasil, Torneio Roberto Gomes Pedrosa, Taça de Prata, Campeonato Nacional de Clubes, Copa Brasil e Taça de Ouro.
A partir do início dos anos 1970, o governo militar começa a utilizar o futebol brasileiro para promover o ufanismo e a imagem de integração nacional, passando a intervir regularmente no esporte. Para agradar as lideranças políticas locais e, também garantir a simpatia do povo, através de determinações do regime, clubes de todas as regiões do País eram convidados a participar do certame nacional, enchendo-o de equipes que não tinham qualidade para disputar a competição mais importante do país. Entretanto, com o passar do tempo este modelo que priorizava o inchaço do campeonato tornou-se, de fato, inviável e deficitário, principalmente para os maiores clubes do País e, na metade da década de 1980, já não havia mais condições de mantê-lo. A Copa Brasil de 1986, contou com a participação de oitenta clubes (até à data, somente a edição de 1979 havia contado com mais clubes, noventa e quatro no total). Então, a própria CBF determinou e estipulou no regulamento do torneio de 1986 que, em 1987, o certame seria reduzido para vinte e quatro equipes, definidas pelas posições na segunda fase do torneio no ano anterior. No entanto, posteriormente o regulamento foi alterado e aumentou esse número de participantes para vinte e oito. Porém, era também proposto uma redução de clubes para o torneio de 1987, para um total de dezesseis equipes ou, no máximo, os vinte "maiores" clubes do País, era um número ideal, embora o regulamento da edição de 1986 determinava que seriam vinte e oito equipes na Primeira Divisão em 1987 e, não especificava que as "maiores" agremiações estariam garantidas.[carece de fontes?]
Em 1987, a CBF passava por uma grave crise financeira e institucional, devido as disputas políticas internas divididas entre o presidente Octávio Pinto Guimarães e o vice-presidente Nabi Abi Chedid. A falta de crédito da CBF era tanta que algumas equipes tradicionais até já ameaçavam não disputar o campeonato nacional caso a entidade fosse novamente a organizadora da competição. Entretanto, enquanto a CBF enfrentava dificuldades, os clubes já se organizavam para fazerem valer seus interesses. No caso, a maior preocupação era fazer lobby para incluir na pauta da Assembleia Constituinte — que se formaria em 1988 — um artigo que lhes desse autonomia de organização e funcionamento. A campanha foi bem sucedida e a união de clubes ganhou força. Em abril, Flamengo e São Paulo negaram-se a ceder seus jogadores para uma excursão da Seleção Brasileira à Europa e tiveram respaldo do Conselho Nacional de Desportos (CND). Marcio Braga, então presidente do Flamengo, saiu da reunião que anulou a convocação da Seleção dizendo, triunfante, que era o "fim do autoritarismo no futebol brasileiro".
Em 7 de julho de 1987, Guimarães anunciou publicamente via imprensa que a CBF encontrava-se incapaz de promover um campeonato nacional naquele ano nos mesmos moldes do anterior — o motivo era a falta de dinheiro para arcar com as viagens dos times e outras despesas da competição. E, que estava tentando conseguir um patrocinador para bancar estas despesas. Caso não conseguisse um patrocinador, os clubes teriam que arcar com as suas próprias despesas com as viagens, ou então, não havendo acordo, a CBF realizaria um campeonato regionalizado (como na época da Taça Brasil), que, em sua, primeira fase, teria jogos somente entre clubes de cada região, para reduzir o número de viagens interestaduais, diminuindo assim os custos. Contando com o apoio do presidente do CND, Manuel Tubino, o movimento tendo Carlos Miguel Aidar, o presidente do São Paulo na época, como um de seus comandantes que toma a iniciativa de convencer os principais clubes do Brasil a fundarem uma associação que os representassem e teria como primeiro objetivo a organização do campeonato de 1987. Então, o dirigente são-paulino propôs a comandantes de outras equipes tradicionais a formação de uma associação de clubes para organizar o campeonato. Foram convidados os clubes mais tradicionais de São Paulo, Rio de Janeiro, Rio Grande do Sul e Minas Gerais e também foi convidado um representante do Nordeste, o Bahia. Assim, surgiu a União dos Grandes Clubes Brasileiros, que ficou conhecido como Clube dos 13. Com o surgimento do movimento que desafiou a CBF e como ele surgiu, uma parte da imprensa, chegou a comparar o Clube dos 13 como sendo a "UDR do futebol".

### Copa União de 1987
A Copa União de 1987, como ficou conhecido o Campeonato Brasileiro disputado naquele ano e que foi vencido pelo Sport. Este torneio ficou marcado como sendo a edição mais polêmica da história do Campeonato Brasileiro e, que  até os dias atuais continua dividindo opiniões.
Devido ao anúncio do presidente da CBF, de que a entidade não teria condições de bancar as despesas dos clubes com as viagens devido a problemas financeiros. A situação dividiu opiniões, a Portuguesa aceitava bancar as suas despesas e outros como o Corinthians, queria a redução do número de participantes no evento, mas preferia que a CBF bancasse as despesas com as viagens. Os principais clubes do Brasil, querendo um campeonato mais rentável e prevendo algo pior, resolveram tomar as rédeas da situação, em 1987, se uniram e criaram, no dia 11 de julho, uma liga independente, chamada de Clube dos 13 (C13), para realizar um campeonato de menor porte e mais rentável, querendo então jogar somente entre eles e mais algumas outras equipes convidadas. Para isso, os treze clubes que eram, à época, os treze primeiros do Ranking da CBF: Internacional, Grêmio, Cruzeiro, Atlético Mineiro, São Paulo, Santos, Corinthians, Palmeiras, Bahia, Vasco da Gama, Botafogo, Flamengo e Fluminense começaram a formular um novo campeonato. Porém, quando este novo certame foi formatado, a intenção era transformar a competição em um grande produto para o mercado. O principal atrativo era haver apenas confrontos entre clubes de grande torcida. Por isso, não houve critérios técnicos para a escolha dos competidores. Guarani e America, respectivamente, vice-campeão e semifinalista no ano anterior, não foram convidados.
Ainda assim, o Clube dos 13 contava com o apoio discreto da CBF, que aceitou chancelar de certa forma a competição idealizada pela união de clubes, a Copa União, já que estava enfrentando uma grave crise financeira e não poderia arcar com as despesas do certame. O Clube dos 13 aceitava durante as negociações no máximo 16 clubes no torneio e a CBF insistia em 32, a nova entidade que representava os 13 clubes pediu as Federações dos estados de Goiás, Paraná e Pernambuco, que cada uma indicasse um representante para ingressar como convidado no torneio. Os outros três clubes indicados pelas Federações Goiana, Paranaense e Pernambucana foram respectivamente: Goiás, Coritiba e Santa Cruz que na época em seus respectivos Estados tinham o melhor desempenho em campeonatos nacionais e também eram os mais populares. Novamente, não foram aplicados os critérios técnicos, pois o Coritiba não era campeão paranaense (perdera o título para o Pinheiros) e fora quadragésimo terceiro no certame nacional de 1986. Com a inclusão destas três novas equipes, formando assim um total de dezesseis participantes (nos moldes do Campeonato Italiano), para disputar um campeonato nacional mais enxuto. Talvez essa iniciativa foi o erro, já que tentaram copiar o número de equipes do torneio italiano, o que ficou posteriormente comprovado ser uma quantidade reduzida para a realidade futebolística do Brasil.
Porém, a forma como surgia a Copa União deixou vários clubes descontentes. Os líderes do movimento eram America, Guarani e Portuguesa que se sentiam injustiçados, pois teriam direito de estar na elite pelo desempenho no campeonato nacional de 1986. Pressionada pelas agremiações que ficaram de fora do novo certame e sem estar no seu comando, a CBF, em 14 de julho, acaba por não concordar com a seleção das equipes que iriam participar do torneio feita pelo Clube dos 13. Também porque havia outras agremiações que no ano anterior tinham conquistado, em campo, o direito de disputar a primeira divisão do certame nacional, entre estes clubes estavam o Guarani, vice-campeão em 1986, o Athletico Paranaense, o America (4° colocado em 1986), a Portuguesa (13°), o Ceará, o Náutico, o Atlético Goianiense, entre outros. E, a Confederação Brasileira inicia uma briga com o recém-criado Clube dos 13, para poder discutir um novo formato para o campeonato nacional. A entidade decidiu organizar uma competição com dezesseis clubes que ficaram de fora da Copa União e se referia as duas como Módulos. A CBF e o movimento Clube dos 13 ficaram debatendo como seria o Campeonato Brasileiro. Seguiram-se quase dois meses de discussões, até que, em 3 de setembro, ficou acordado entre as duas entidades, uma competição com trinta e dois clubes, divididos em dois módulos: O Verde, com as dezesseis equipes promovidas pelo Clube dos 13, e o Amarelo, com outros dezesseis clubes, escolhidos pela entidade máxima do futebol nacional, a CBF. Vale ressaltar que os jogos de ambos os módulos só começaram a ser disputados após o acordo que previa que os dois melhores times de cada módulo iria disputar um quadrangular final para definir o campeão nacional da Copa Brasil daquele ano.
Entretanto, esta solução encontrada pela CBF para tornar o campeonato de 1987 viável, atendendo aos interesses do Clube dos 13 e dos demais clubes, veio na forma de um regulamento inusitado: quatro módulos, sendo que dois módulos (ou chaves) corresponderiam à primeira divisão da competição: O Módulo Verde (com nome oficial de Troféu João Havelange), vencido pelo Flamengo e tendo como vice-campeão o Internacional e o Módulo Amarelo (com nome oficial de Troféu Roberto Gomes Pedrosa), vencido pelo Sport e tendo como vice-campeão o Guarani; e outros dois módulos (ou chaves) que corresponderiam à segunda divisão daquele campeonato: O Módulo Azul (com nome oficial de Troféu Heleno Nunes), vencido pelo Americano e Módulo Branco (com nome oficial de Troféu Rubem Moreira), vencido pelo Operário. Dos vinte e oito clubes que o certame de 1986 previa para está na Primeira Divisão, catorze ficaram entre os dezesseis do Módulo Verde (os outros dois foram Botafogo e o Coritiba), e catorze ficaram entre os dezesseis do Módulo Amarelo (os outros dois foram o Sport e o Vitória). No Módulo Verde ficaram os membros do Clube dos 13 (formado pelos clubes que eram os treze primeiros no Ranking da CBF), mais Coritiba, Goiás e Santa Cruz, totalizando dezesseis clubes. No Módulo Amarelo, também ficaram dezesseis equipes, incluindo seis clubes que ficaram entre os dezesseis primeiros no Campeonato Brasileiro de 1986 (Guarani, America, Criciúma, Portuguesa, Inter de Limeira, Joinville), dois deles estando entre os dezesseis primeiros do Ranking da CBF (Guarani e America).
A CBF determinou que os dois primeiros de cada módulo que representava a Primeira Divisão fizessem um quadrangular final para determinar o campeão nacional de 1987, proposta que a CBF sugeria desde 24 de julho de 1987, anteriormente ao início dos jogos, iniciados em 11 de setembro do mesmo ano. Segundo uma edição do Jornal do Brasil de 1987, a fórmula da CBF (Primeira Divisão com 32 clubes em dois Módulos de 16, com quadrangular entre os dois primeiros de cada Módulo para definir o campeão) foi pela primeira vez "sugerida" pela CBF em 24 de julho de 1987, "anunciada" pela CBF em 28 de agosto de 1987, com o "acordo entre CBF e clubes" anunciado pelo presidente da CBF em 3 de setembro de 1987.
O livro "1987 – De fato, de direito e de cabeça", conta detalhes sobre a reunião em que se deu o "acordo entre CBF e clubes" (estes representados na figura de Eurico Miranda, que em 2007, pela Folha de S.Paulo, disse que tinha assinado um acordo "para que houvesse a competição" e o documento foi assinado em "conjunto com os membros do Clube dos 13" de acordo com o que queria à CBF.):
Para cumprir o regulamento, a CBF marca as datas das partidas finais. Porém, apesar do Clube dos 13 ter concordado antes com o quadrangular entre campeões e vices dos dois Módulos, com seu representante Eurico Miranda assinando na CBF um documento em nome do Clube dos 13 comprometendo-se ao quadrangular, a união de clubes volta atrás e determina que o quadrangular final seja ignorado. Com isso, Flamengo e Internacional, os primeiros colocados do Módulo Verde, abdicaram de participar do quadrangular final, não se apresentando nas datas definidas e foram eliminados por WO perante Sport e Guarani, os primeiros colocados do Módulo Amarelo, que fizeram os seus jogos, com o Sport consagrando-se campeão brasileiro de 1987. Contudo, o Flamengo se declarou campeão brasileiro de 1987 por ter vencido o Módulo Verde.
Tendo o caso sido levado até a Justiça comum, esta decidiu, em sentença transitada em julgado, favoravelmente ao Sport Club. Assim, a sentença se tornou permanente para os fatos alegados e provados em juízo durante o processo. Porém, como é uma figura de segurança jurídica, diante de novos fatos a parte contrária pode questionar o transitado em julgado.
Em 2010, foi divulgada uma ata de reunião realizada em 1997, quando o Sport foi inserido ao Clube dos 13, de que todos os clubes associados, incluindo o Sport (na figura de seu presidente Luciano Bivar), teriam que “concordar com a divisão do título brasileiro de 1987″ entre Flamengo e Sport. Porém, nela o dirigente do clube pernambucano negava que sua entrada fosse condicionada a isso e que teria que ouvir os seus pares de diretoria e que não poderia aceitar tal exigência.
No dia 21 de fevereiro de 2011 a CBF decide, enfim, tentar pacificar a polêmica declarando o Flamengo e o Sport como campeões de 1987 tendo como vice-campeões, respectivamente, Internacional e Guarani. A CBF apresentou a justificativa de que a decisão foi "tomada depois de novos e convincentes argumentos apresentados pelo departamento jurídico do Flamengo", dando "reconhecimento de que em 1987 houve dois campeonatos brasileiros, que tiveram Sport e Flamengo como campeões". Entretanto, no dia 14 de junho de 2011 a CBF acata a decisão da 10ª Vara da Justiça Federal de Primeira Instância da Seção Judiciária de Pernambuco e revoga a resolução que considerava também o Flamengo como campeão. Assim sendo o Sport Club do Recife volta a ser reconhecido como único campeão brasileiro de futebol de 1987. O clube carioca ainda podia recorrer e afirmou que iria fazê-lo.
Em 29 de novembro de 2011 a Justiça de Pernambuco, em segunda instância, nega o recurso do Flamengo. O clube carioca afirmou que iria recorrer ao STJ.
Em abril de 2014, o Sport manteve a condição de único campeão brasileiro de 1987, após decisão favorável do Superior Tribunal de Justiça (STJ), a uma decisão judicial de 1994, que garantia ao clube pernambucano o título de forma exclusiva. Diante da decisão do Superior Tribunal de Justiça de apontar o Sport como o único campeão daquela edição do Campeonato Brasileiro. Em 2015, o Flamengo decide levar o caso à mais alta Corte do país, o Supremo Tribunal Federal (STF).
Em 4 de março de 2016, o Supremo Tribunal Federal, através do ministro Marco Aurélio Mello, não aceitou a divisão do título considerando o Sport como único campeão de 1987. Com isso, o Flamengo recorreu dessa decisão e um novo julgamento ocorreu em 18 de abril de 2017. Por 3 votos a 1, a primeira turma do STF negou o recurso do clube carioca e manteve o Sport como único campeão de 1987.
O Flamengo recorreu ao posicionamento do STF e o novo julgamento foi marcado para agosto de 2016, porém acabou sendo adiado pelo Ministro Luís Roberto Barroso que segundo nota publicada pelo STF "pretende estudar melhor os pareceres e memoriais apresentados no processo".
Em 5 de dezembro de 2017 o STF ratificou a decisão anterior. E, em 16 de março de 2018, foi homologado em última instância o título de 1987 ao Sport, sendo que o Flamengo não pode mais recorrer.
Internacionalmente, em 1988 a FIFA declarou que a CBF deveria considerar o Sport como o campeão brasileiro de 1987, e em 2012 não levou adiante o pedido feito pelo Flamengo para que a entidade máxima do futebol mundial interviesse na questão e punisse o Sport. já que a FIFA, assim como a própria CBF podem, caso assim decidam, tomar ações contra os clubes que recorrem à Justiça Comum. A FIFA não interfere julgando ou determinando os títulos de qualquer clube de qualquer país que seja, mas ela também não considera que a Justiça Comum seja um órgão competente para julgar causas esportivas e pode punir os clubes que acionam esta justiça. Porém, mesmo com o pedido do Flamengo à FIFA de intervenção no caso e de punição ao Sport, a entidade optou por não se envolver no caso e não punir o Sport. Em 18 de dezembro de 2014, foi anunciado que o Flamengo iria novamente à FIFA contra o Sport.
Em novembro de 2019, após a conquista de mais um Campeonato Brasileiro pelo Flamengo (a primeira após a decisão do STF), a CBF tratou a Copa União de 1987 como um título, mas não a colocou como uma das conquistas de Campeonato Brasileiro pelo Flamengo. Em seu site oficial, a entidade chegou a pôr o título na lista de conquistas do clube carioca, mas diferenciando os títulos em "Brasileiro" e "Copa União". A CBF esclareceu que precisa acatar a decisão do STF à favor do Sport, por isso, considera oficialmente o Flamengo como hexacampeão brasileiro — e não hepta. Porém, a entidade informou em uma nota enviada a imprensa que, "a título de opinião, sob o ponto de vista esportivo, o Flamengo é merecedor da designação de heptacampeão brasileiro", mas não podendo ratificar a posição de que, no seu entender, o título deveria ser dividido. Alguns dias depois, quando de fato entregou o troféu de campeão brasileiro de 2019 ao Flamengo, o presidente da CBF, Rogério Caboclo, ergueu o troféu 7 vezes, segundo alguns meios de comunicação, ratificando, a opinião da CBF sobre a conquista da Copa União de 1987.

### Copa União de 1988
A Copa União de 1988, como era denominado assim pela grande mídia o Campeonato Brasileiro disputado naquele ano e que foi vencido pelo Bahia.
Apesar de o nome Copa União não ter sido utilizado pela CBF como denominação oficial para a edição de 1987 do principal torneio do País, já que para a entidade o que o Clube dos 13 e a grande mídia chamava de Copa União não passava do Módulo Verde do torneio nacional daquele ano. Porém, o nome dado pelo Clube dos 13 foi o que acabou ficando como a designação mais utilizada para referir-se a este torneio e a edição do brasileiro de 1988. A Copa Brasil receberia em definitivo o nome oficial de Campeonato Brasileiro.
Em 1988, após muita confusão na última edição do campeonato nacional e o rompimento entre o Clube dos 13 e a CBF, terminou resultando na decisão da CBF de realizar um campeonato mais enxuto e competitivo, com apenas vinte e quatro clubes — para isso foi utilizado novamente o "ranking histórico" — e, pela primeira vez na história do torneio, foi implementado um sistema verdadeiro de acesso e descenso, conforme recomendado pela FIFA. Finalmente, desta vez, o regulamento foi cumprido, pois os quatro últimos colocados da primeira divisão (Bangu, Santa Cruz, Criciúma e America-RJ) foram rebaixados para a segunda divisão em 1989, sendo substituídos por Inter de Limeira e Náutico, respectivamente campeão e vice da "segunda divisão" em 1988.
Além disso, ocorreram outras mudanças na competição, principalmente com relação à pontuação, em caráter experimental. Cada partida passou a valer três pontos: em caso de vitória no tempo normal, o vencedor ficava com os três pontos e o perdedor, com zero; em caso de empate, cada clube ficava com pelo menos um ponto, e o terceiro ponto era disputado em cobranças de pênaltis. Porém, na fase final, permaneceu o sistema de contagem de pontos tradicional: dois pontos por vitória, um por empate, e zero por derrota. Outro fato curioso foi que no primeiro jogo do campeonato, ambos os times (Vitória e America) não sabiam desta nova regra de pontuação até o intervalo. Copa União foi o nome fantasia deste torneio e a segunda divisão foi batizada como Divisão Especial.

## Legado
Antes da Copa União de 1987, durante as décadas de 1970 e 1980, era comum uma única edição do certame nacional contar com a participação de várias dezenas de equipes, chegando ao seu ápice na edição de 1979 que contou com a participação de 94 clubes, apesar de quatro equipes ter desistido de disputar este torneio. O Campeonato Brasileiro de 1986 contemplava oitenta times, uma quantidade absurda que prejudicou a competição em vários aspectos; como no nível de disputa, renda dos principais clubes etc. Porém, apesar das reivindicações das equipes consideradas "grandes" para que a edição de 1987 contasse com presença de somente dezesseis agremiações, a CBF terminou por se impor e duplicou esse número para trinta e dois. Estas equipes não desistiram e durante a Copa União de 1987, continuaram a reivindicar uma diminuição ainda maior na quantidade de equipes participantes do campeonato nacional a partir de 1988, exigindo um total de apenas dezesseis clubes na Primeira Divisão (aceitando no máximo vinte clubes na primeira divisão em 1988). Além de reivindicar uma Terceira Divisão regionalizada e um sistema de acesso e descenso entre as divisões a partir de 1989.
A lei de acesso e descenso reivindicada em 1987, acabou sendo estabelecida no início do campeonato de 1988 e foi cumprida: os quatro últimos colocados da Série A (Bangu, Santa Cruz, Criciúma e America) caíram para a Série B em 1989, sendo substituídos por Inter de Limeira e Náutico, respectivamente campeão e vice do Campeonato Brasileiro Série B de 1988. Este sistema perdurou até o Campeonato Brasileiro de 1992. Entretanto, o número de participantes dessa edição acabou sendo de vinte  e quatro, um pouco acima da quantidade máxima pretendida pelas equipes tradicionais do futebol brasileiro.
No entanto, após a criação da Copa União em 1987, vários clubes de regiões menos populares que entravam no Campeonato Nacional por ser campeão estadual, deixaram de enfrentar os clubes considerados "grandes" e com isso algumas agremiações corriam o risco até mesmo de se extinguirem, a entidade viu-se obrigada a criar uma "copa" nos moldes das europeias. Em 1989, a CBF cria uma competição nacional secundária, a Copa do Brasil, que permitia a entrada de clubes de todos os estados.[carece de fontes?] Outro legado foi que, com a criação do novo certame, a CBF decide, pela primeira vez, nomear oficialmente o principal torneio nacional do País de Campeonato Brasileiro. A entidade tomou esta iniciativa para deixar claro qual era o torneio de caráter nacional do Brasil que daria ao seu vencedor o título de campeão brasileiro e, também, para evitar confusões entre Copa do Brasil com Copa Brasil, um dos antigos nomes do Brasileirão utilizado entre as décadas de 1970 e 1980.

## Campeões
| Ano           | Campeão | Vice-campeão  | 3º lugar   | 4º lugar      | Artilheiro   | Gols |
| ------------- | ------- | ------------- | ---------- | ------------- | ------------ | ---- |
| 1987 Detalhes | Sport   | Guarani       | Flamengo   | Internacional | Müller (SAO) | 10   |
| 1988 Detalhes | Bahia   | Internacional | Fluminense | Grêmio        | Nílson (INT) | 14   |

## Títulos por clube
| Títulos | Clube | Edições |
| ------- | ----- | ------- |
| 1       | Sport | 1987    |
| 1       | Bahia | 1988    |

## Títulos por Estado
| Estados           | Títulos | Vices |
| ----------------- | ------- | ----- |
| Pernambuco        | 1       | 0     |
| Bahia             | 1       | 0     |
| São Paulo         | 0       | 1     |
| Rio Grande do Sul | 0       | 1     |

## Médias de público
- 1987 - 20 877 (total: 4 989 603)
- 1988 - 13 811 (total: 4 005 190)

## Maiores médias de público por clubes
- 1987 - Flamengo (47 610)
- 1988 - Bahia (35 537)

## Maiores públicos
1. Flamengo 1 a 0 Atlético Mineiro, Maracanã, 118 162 pessoas, 29 de novembro de 1987

## Número de jogos, gols e média de gols por edição
- 1987: 239 jogos, 430 gols e média de 1,8 gols por jogo
- 1988: 290 jogos, 548 gols e média de 1,89 gols por jogo

## Número de participantes por edição
- 1987: 32
- 1988: 24

## Número de Estados representados em cada edição
- 1987: 13
- 1988: 9

## Filmografia
- Especial Copa União 1987: o Brasileiro que ainda não acabou. De Placa, 2017.
- Copa União. FLA TV, 2020.